# Sexual Sportswear
Sexual Sportswear är en låt av den franska musikern Sébastien Tellier. Låten var den första singeln från albumet Sexuality, och den handlar om Telliers ultimata sexfantasi, en kvinna i träningskläder.
Svenska Dagbladet skrev den 30 juni 2008 att Sexual Sportswear var "00-talets främsta låttitel hittills".